# Чернігово (Тверська область)
Чернігово (рос. Чернигово) — присілок в Торжоцькому районі Тверської області Російської Федерації.
Населення становить 4 особи. Входить до складу муніципального утворення Страшевицьке сільське поселення.

## Історія
Від 2005 року входить до складу муніципального утворення Страшевицьке сільське поселення.

## Населення
| 2010 |
| ---- |
| 4    |